# Тон, Эйвин
Эйвин Тон (норв. Øyvin Thon, 25 мая 1958) — норвежский ориентировщик, неоднократный победитель чемпионатов мира по спортивному ориентированию.

## Международные выступления
Тон был сильнейшим на индивидуальных дистанциях чемпионата мира 1979 года
и на следующем чемпионате мира 1981 года, который проходил в швейцарском Туне., а 1983 году, на десятом чемпионате мира в Венгрии Эйвин Тон завоевал серебряную медаль.
Все призовые места в мужской индивидуальних гонках на этих трех чемпионатах мира были завоёваны норжскими ориентировщиками.
Пять раз с 1981 по 1989 Эйвин Тон становился победителем чемпионатов мира в эстафете.
По итогам выступления в 1986 году Тон завоевал Кубок мира по спортивному ориентированию, а в 1986 году был вторым по итогам года.

## Национальный чемпионат
Эйвин Тон многократный чемпион Норвегии по спортивному ориентировани. Он выиграл классическую\длинную дистанцию в 1980, 1981, 1983 и 1986 годах. Побеждал в соревнованиях по ночному ориентированию в 1981, 1982 и 1984 годах. Выступает за клуб Конгсберг (норв. Kongsberg IF).

## Личная жизнь

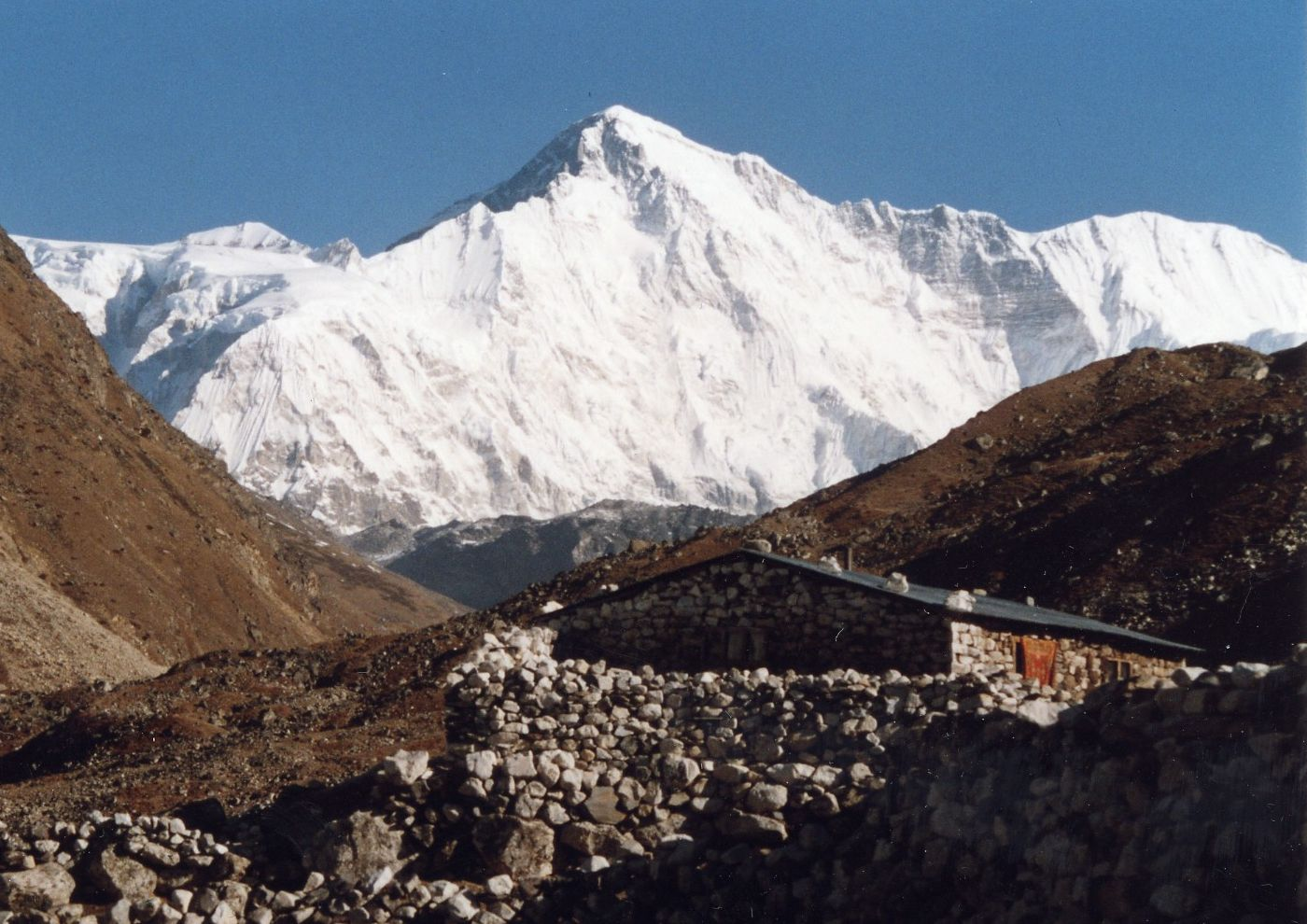
Вид на Чо-Ойю из Гокио

Женат на Брит Волден (норв. Brit Volden) — норвежской ориентировщице, серебряном призёре чемпионатов мира 1981 и 1985 годов по ориентированию.
В 2005 году супруги Брит Волден и Эйвин Тон в составе группы поддержки норвежского лыжника и многократного паралимпийского чемпиона Като Заль Педерсена (норв. Cato Zahl Pedersen) покорили восьмитысячник  Чо-Ойю (8201 м.) в Гималаях.